# Comps-sur-Artuby
Comps-sur-Artuby é uma comuna francesa na região administrativa da Provença-Alpes-Costa Azul, no departamento de Var. Estende-se por uma área de 63,49 km². Em 2010 a comuna tinha 351 habitantes (densidade: 5,5 hab./km²).